# Сфагнум п'ятирядний
Сфагнум п'ятирядний (Sphagnum quinquefarium) — вид мохів порядку торфовикальних (Sphagnales).

## Поширення
Батьківщиною є Європа, Північна Америка, Азія.
На відміну від більшості видів сфагнуму, цей вид майже завжди росте на відносно сухому добре дренованому ґрунті, переважно в лісах, але також на берегах струмків, усипаних брилами схилах гір і вересових схилах, де вони затінені чи добре захищені. Росте на висотах 10–2255 метрів.

## Характеристика
Вид однодомний чи дводомний. Коробочки бувають зрідка, дозрівають у серпні-вересні. У сухому стані рослини можуть мати металеве мерехтіння. Колір варіюється від зеленого, сірувато-білого, жовтуватого до пурпурно-червоного. Стеблове листя довжиною 1–1,3 міліметра від гострого до притупленого на кінчику має трикутну або трикутно-язикоподібну форму. Листя гілок завдовжки 1,1–1,5 мм від яйцеподібних до яйцювато-ланцетних, злегка закрученими донизу на кінчику. Спори розміром 19–27 мікрометрів.